# Widdrington Station
Widdrington Station är en by i Northumberland i England. Byn är belägen 20,5 km 
från Alnwick. Orten har 2 575 invånare (2016).